# Pristurus gallagheri
Espèce
Synonymes
- Pristurus gasperetti gallagheri Arnold, 1986

Statut de conservation UICN

 NT  : Quasi menacé
Pristurus gallagheri est une espèce de geckos de la famille des Sphaerodactylidae.

## Répartition
Cette espèce est endémique du Nord du sultanat d'Oman. Elle se rencontre entre 450 et 1 830 m d'altitude.

## Étymologie
Cette espèce est nommée en l'honneur de Michael D. Gallagher.

## Publication originale
- Arnold, 1986 : New species of semaphore gecko (Pristurus: Gekkonidae) from Arabia and Socotra. Fauna of Saudi Arabia, vol. 8, p. 352-377.